# Uncivilization (manifesto)
Uncivilization: The Dark Mountain Manifesto é um o manifesto lançado em 2009 por Paul Kingsnorth e Dougald Hine para sinalizar o início do The Dark Mountain Project.

## Resumo
Uncivilization (em português: Incivilização)argumenta contra a possibilidade de que soluções tecnológicas para as alterações climáticas sejam possíveis. Em vez disso, sugere que as noções de “progresso” devem ser reavaliadas. O livro é direcionado principalmente a escritores e artistas, em vez de sugerir ações políticas sobre as alterações climáticas. Nem descrevem o que esperam após o seu “colapso” sugerido.

## Recepção
Vários críticos criticaram a desolação do projeto Uncivilization. Erica Wagner descreve a reação geral após a publicação de Uncivilization, observando que "[Kingsnorth] e o seu cofundador, Dougald Hine, foram acusados por alguns de um niilismo sombrio, de se afastarem dos problemas que o planeta enfrenta." Escrevendo para o The New Statesman, o filósofo inglês John Gray critica a ideia dos autores de um "colapso purificador", escrevendo que "um cenário desse tipo não é nem remotamente apocalíptico. Não é mais do que a história como sempre, juntamente com novas tecnologias e alterações climáticas em curso. A noção de que os conflitos da história foram deixados para trás é verdadeiramente apocalíptica, e Kingsnorth e Hine estão certos em mirar nas filosofias de progresso usuais. Quando eles postulam uma catástrofe purificadora, no entanto, eles também sucumbem ao pensamento apocalíptico." O The New York Times observa que a obra foi altamente criticada, com Kingsnorth, Hine e admiradores da obra sendo rotulados como "pessimistas" ou "niilistas". O Times destaca que "Um crítico, um defensor da sustentabilidade, publicou um ensaio em The Ecologist — uma revista que Kingsnorth ajudou a administrar — comparando os Dark Mountaineers aos personagens complacentes do romance de Douglas Adams O Restaurante no Fim do Universo': 'Jantares [que] gostavam de assistir à obliteração da vida, do Universo e de tudo, enquanto saboreavam um bom bife.'"

## Contexto
Kingsnorth e Hine conheceram-se depois Hine ter entrado em contacto com Kingsnorth sobre uma das suas postagens num blog. Começaram a trocar ideias e publicações, incluindo obras de Robinson Jeffers, um escritor célebre das décadas de 1930 e 1940 que escreveu poesia no estilo que Jeffers descreve como "Inhumanism" (em português: "Inumanismo"). As obras de Jeffers tiveram uma grande influência em Uncivilization.

## Influência

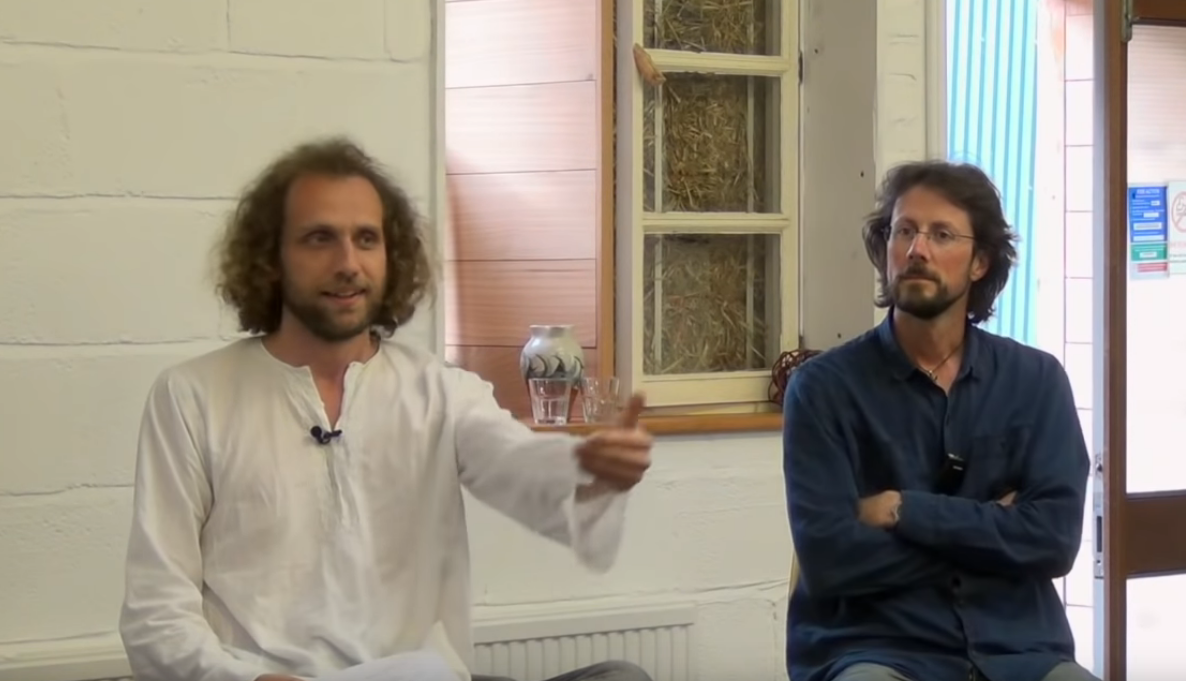
Paul Kingsnorth e Dougald numa retrospetiva de cinco anos no Projeto Dark Mountain

Uncivilization não recebeu muita atenção quando foi lançado, com apenas 500 cópias impressas na sua primeira edição. No entanto, a atenção cresceu com o tempo. O texto foi incluído em listas de leitura universitária e festivais centrados no conceito de incivilização foram realizados com centenas de participantes.